# Delegació de signatura
La delegació de signatura és un mecanisme d'organització administrativa segons el qual els titulars dels òrgans administratius poden, en matèries de la seva competència, delegar la signatura de les seves resolucions i actes administratius en els titulars dels òrgans o unitats administratius que en depenguin. La delegació de signatura, precisa d'autorització, la qual no cal que sigui publicada ni notificada per escrit. Delegar la signatura no implica traspassar la titularitat de la competència, ja que té a veure amb la descentralització i no amb la desconcentració. La legislació catalana, complementa i desenvolupa l'estatal, marcant els límits d'aquest pràctica.

## En la legislació estatal
La delegació de signatura estava previst en l'article 16 de la Llei 30/1992 de 26 de novembre de règim jurídic de les administracions públiques i del procediment administratiu comú, actualment derogada. Establia que les diferents administracions públiques poden delegar per a l'exercici de les seves competències, la signatura de les seves resolucions i actes administratius als titulars dels òrgans o unitats administratives de les quals depenen, dins dels límits assenyalats per la mateixa llei sobre la delegació de competències. Com que aquest fet no altera la competència de l'òrgan delegant, no és necessària la seva publicació perquè sigui vàlida tot i que sempre s'ha de fer constar l'autoritat de procedència. L'únic cas en què no és possible la delegació de signatura, és el cas de resolucions de caràcter sancionador.
La llei 40/2015, de Procediment administratiu comú de les Administracions públiques, que substitueix l'anterior 30/1992 en aquest aspecte, expressa en l'article 12 el mateix que ja estava establert.

## En la legislació catalana
L'article 11 de la llei 26/2010 de 3 d'agost de Règim jurídic i de procediment de les administracions públiques de Catalunya tracta d'aquesta qüestiói en marca els següents límits:
- L'autorització de signatura pot ésser general o per a un procediment administratiu concret. En aquest últim cas, l'autorització es pot fer en qualsevol moment de la tramitació previ a la resolució.
- L'autorització de signatura no és procedent per a les resolucions de caràcter sancionador.
- Els actes signats per autorització de signatura es consideren dictats, a tots els efectes, per l'òrgan titular de la competència.
- Els actes signats per autorització de signatura han d'incloure, al davant d'aquesta, les paraules "per autorització" i la identificació del titular o la titular de l'òrgan que l'autoritza; a continuació, la denominació de l'òrgan autoritzat, i, finalment, la data de la resolució d'autorització.

L'autorització de signatura és vàlida i eficaç sense necessitat de publicar-la en el diari o butlletí oficial corresponent ni de notificar-la a les persones interessades.